# Skabersjö distrikt
Skabersjö distrikt är ett distrikt i Svedala kommun och Skåne län. 
Distriktet ligger nordväst om Svedala.

## Tidigare administrativ tillhörighet
Distriktet inrättades 2016 och utgörs av socknen Skabersjö i Svedala kommun.
Området motsvarar den omfattning Skabersjö församling hade 1999/2000.